# Chaos d'anthologie
Diffusion
Chaos d'anthologie (Trainwreck) est une anthologie de documentaires produits et diffusés sur Netflix sur des incidents ou événements médiatiques ayant provoqué des situations chaotiques.

## Production
Un premier documentaire, sur le fiasco du festival de Woodstock 1999, est diffusé le 3 août 2022. Ensuite, pendant l'été 2025, Netflix met en ligne huit documentaires à un rythme hebdomadaire à partir du 10 juin.

## Épisodes

### Woodstock 99(2022)
Une minisérie documentaire de trois épisodes revient sur le festival Woodstock de 1999, qualifié à l'époque de « plus mauvais festival de tous les temps ». Les épisodes sont réalisés par Jamie Crawford et mis en ligne le 3 août 2022.
Organisé à Rome, dans l'État de New York, les mauvaises conditions d'organisation du festival (lieu inadapté, sécurité peu qualifiée et insuffisante, promoteurs véreux) ont tendu les 250 000 spectateurs et ont provoqué incendies, hystérie de masse, destruction et rébellion générale.
- Historique d'un chaos (How the F**k Did This Happen?)
- Des étincelles, une allumette et boum ! (Kerosene. Match. Boom!)
- Les années 90, les émeutes (You Can't Stop a Riot in the 90s)

Le Parisien considère que la mini-série retranscrit bien les événements, mais ne va pas jusqu'au bout en ce qui concerne les accusations portées contre les responsables.

### Le festival Astroworld(The Astroworld Tragedy) (2025)
Le 5 novembre 2021, à Houston, Texas, pendant le concert de Travis Scott lors du festival Astroworld, une bousculade géante provoque la mort de dix personnes. L'enquête qui suit révélera de grandes failles de sécurité mais aussi que le concert a continué alors que l'artiste et l'organisation savaient ce qu'il se passait. 
Le documentaire est mis en ligne le 10 juin 2025.
Télérama considère le documentaire nécessaire, mettant en lumière les manquements qui ont rendu l'incident prévisible et inévitable, mais met aussi en lumière le rapport malsain qu'entretient Travis Scott avec ses fans et le rôle de l'industrie musicale.

### Un maire en roue libre(Mayor of Mayhem) (2025)
En 2013, une vidéo montre Rob Ford, maire de Toronto depuis 2010 populaire mais connu pour son impertinence que populaire, ivre et en train de fumer de la drogue avec des trafiquants d'armes, provoquant un scandale sans précédent au Canada.
Le documentaire est mis en ligne le 17 juin 2025.
Télérama souligne les nombreux témoignages mettant en avant la fascination pour le personnage dans le documentaire mais celui-ci peine à assumer son propos : « Dénonciation du cirque médiatique ou surenchère du pathos ? Entre gris clair et gris foncé, le spectateur fera son choix ».

### La croisière ne s'amuse plus(The Poop Cruise) (2025)
En février 2013, un incendie sur le Carnival Triumph, un navire de croisière, provoque une panne de courant générale à bord, laissant le vaisseau à la dérive dans le golfe du Mexique et privant les passagers de divertissement et de sanitaires pendant quatre jours.
Le documentaire est mis en ligne le 24 juin 2025.

### Sur l'autel d'American Apparel(The Cult of American Apparel) (2025)
La marque de vêtements American Apparel a connu un succès éclair dans les années 2000 grâce à la qualité de ses produits fabriqués aux États-Unis, ses publicités audacieuses et son image progressiste, mais les méthodes managériales et les dérapages personnels du fondateur, Dov Charney, ont provoqué la chute de l’entreprise, révélant un management toxique, une mauvaise gestion financière et de nombreuses accusations de harcèlement sexuel.
Le documentaire est mis en ligne le 1er juillet 2025.

### Le film d'une fête trop virale(The Real Project X) (2025)
L'invitation à une soirée d'anniversaire d'une adolescente à Haren, une petite ville des Pays-Bas, devient virale sur Facebook et la fête dégénère devant les mauvais choix du maire.
Le documentaire est réalisé par Alex Wood et mis en ligne le 8 juillet 2025.

### L'ovni et le petit garçon(Balloon Boy) (2025)
En 2009, un père de famille du Colorado affirme que son fils s'est envolé à bord d'une montgolfière qu'il a fabriqué lui-même. Tous les médias ont voulu se saisir de l'affaire, jusqu'à ce que la supercherie ne soit dévoilée.
Le documentaire est réalisé par Gillian Pachter et mis en ligne le 15 juillet 2025.

### Les mamans détectives(P.I. Moms) (2025)
En 2010, la chaîne Lifetime propose une émission de télé-réalité sur des mères de famille devenant détectives privées la nuit. Mais à mesure que les enquêtes échouent, des accusations de sabotage apparaissent, puis des accusations selon lesquelles l'émission cache un trafic de drogue géré par un policier corrompu.
Le documentaire est mis en ligne le 21 juillet 2025.

### Storm Area 51(2025)
Sur Facebook, un commentaire qui se voulait humoristique devient viral et des centaines de personnes se rassemblent dans le désert du Nevada, autour de la zone 51 pour la prendre d'assaut simultanément.
Le documentaire en deux parties est réalisé par Jack MacInnes et mis en ligne le 29 juillet 2025.